# Darrel R. Frost

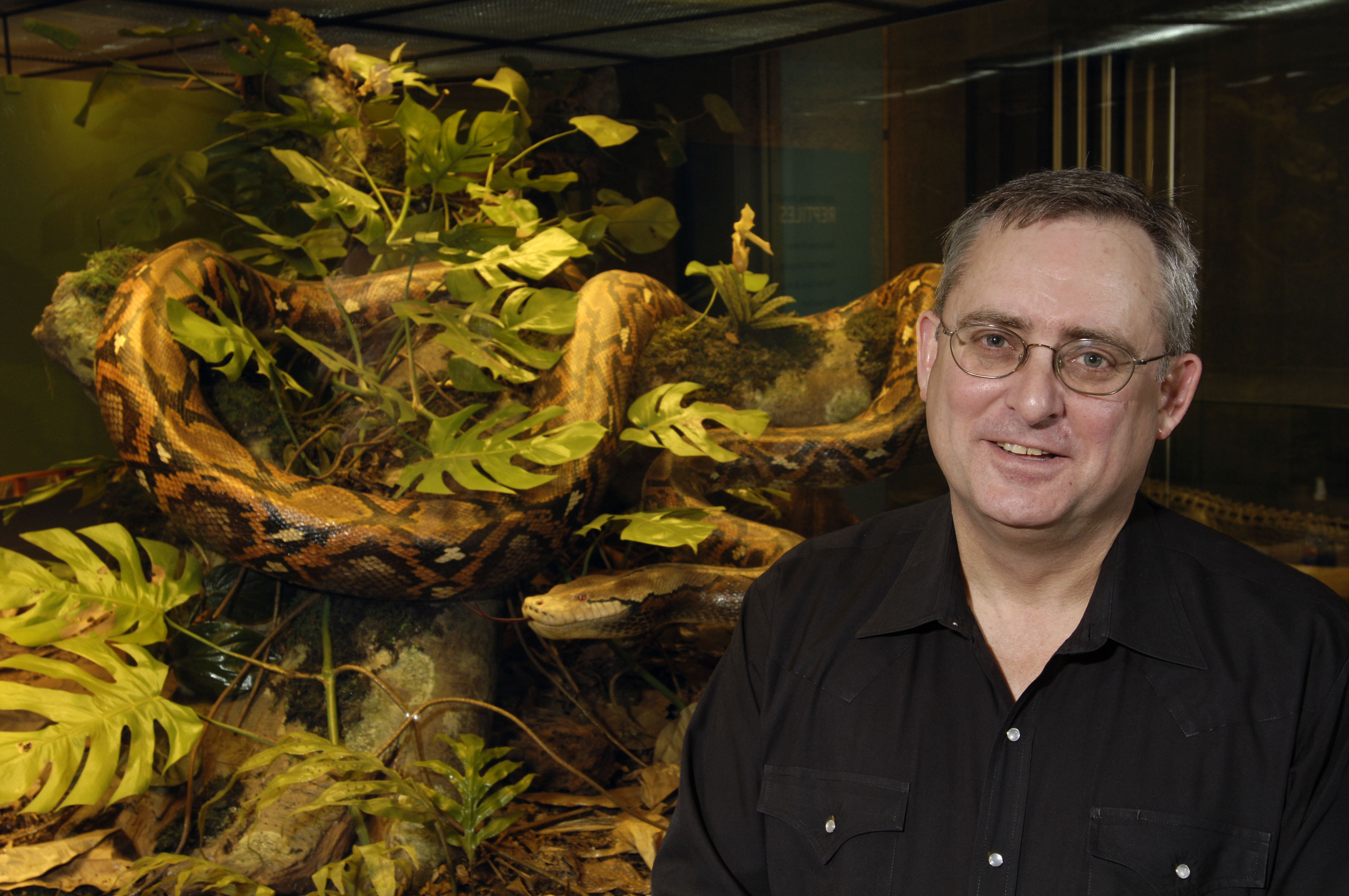
Frost neben dem Diorama eines Netzpythons.

Darrel Richmond Frost (* 12. Juni 1951) ist ein US-amerikanischer Herpetologe und Systematiker.

## Leben
Frost begann sich im Alter von vier Jahren mit den Tieren zu beschäftigen, nachdem er miterlebt hatte, wie sein Vater eine Klapperschlange tötete.  1973 erwarb er den Bachelor of Science in Biologie an der University of Arizona in Tucson. 1978 graduierte er zum Master of Science in Zoologie an der Louisiana State University in Baton Rouge. 1988 wurde er an der University of Kansas zum Ph.D. in Ökologie und Systematik promoviert. Im Jahr 2000 wurde er außerordentlicher Professor an der Columbia University.
Im Juli 1990 wurde er Assistenzkurator in der Abteilung für Herpetologie am American Museum of Natural History. 1995 wurde er zum stellvertretenden Kurator ernannt. Von 1997 bis 2011 war er Stellvertretender Wissenschaftsdekan für die Sammlungen des American Museum of Natural History. Seit 2014 ist er Kurator emeritus.
Frosts Forschungsschwerpunkte befassen sich mit der Rekonstruktion von Phylogenesen, mit der Biogeographie und der Beschreibung der Diversität, auf der diese Studien basieren, wobei hauptsächlich die Gruppen Lissamphibia und Squamata sowie die Säugetiere im Vordergrund stehen. Weitere Forschungsgegenstände sind die Theoretische Systematik und Biogeographie sowie Methoden zur Ableitung der Phylogenese und geographischen Geschichte.
Frost und ein Team von Mitarbeitern begannen 1980 mit der Arbeit an einem Katalog von Amphibienarten, Amphibian Species of the World. 1985 erschien die erste Ausgabe im Druck. Ab 1990 überarbeitete Frost den Katalog vollständig und veröffentlicht ihn nun auf der Website des American Museum of Natural History. Der Katalog von 1985 umfasste 4014 Arten. Bis 2020 war er auf mehr als 8200 angewachsen.
2006 war Frost Hauptautor einer Studie, die auf der Grundlage einer phylogenetischen Analyse von 522 Arten wichtige taxonomische Änderungen am Lebensbaum der Amphibien empfahl, womit es sich um die bisher größte phylogenetische Analyse einer Wirbeltiergruppe handelte. Frost hat in Guatemala, Äthiopien, Mexiko, Peru, Namibia, Südafrika und Vietnam gearbeitet und eine Reihe neuer Arten beschrieben.
1998 war Frost Präsident der Society for the Study of Amphibians and Reptiles und 2006 war er Präsident der American Society of Ichthyologists and Herpetologists.

## Auszeichnungen und Dedikationsnamen
2007 erhielt Frost den Linnaeus Award der American Society of Ichthyologists and Herpetologists, die ihn 2021 auch mit dem Fitch Award ehrte. 2013 wurde er mit dem Sabin Award for Amphibian Conservation ausgezeichnet. 1998 wurde die Krokodilschleichenart Abronia frosti nach Darrel Frost benannt. 1986 führte David C. Cannatella die Froschgattung Frostius ein und 2012 beschrieben Ana Motta, Santiago Castroviejo-Fisher, Pablo J. Venegas und Victor Orrico die Art Dendropsophus frosti aus der Familie der Laubfrösche.